# Punta del Medio
La punta del Medio (en inglés: Middle Point) es un cabo ubicado en el extremo noroeste de la isla Soledad en las Islas Malvinas, marcando la punta este de la bahía del Medio, y la punta sur de la bahía Sucia, ambas en las aguas de la ensenada del Norte, cerrando por el este al estrecho de San Carlos.
Este accidente geográfico es uno de los puntos que determinan las líneas de base de la República Argentina, a partir de las cuales se miden los espacios marítimos que rodean al archipiélago.

## Historia
Antonina Roxa, una gaucha del Río de la Plata y nacionalizada británica, hacia principios de la década de 1850 arrendó, bajo su propio nombre, una estación de 2428 hectáreas por £ 5 en Punta del Medio.